# Bông Trang
Bông Trang là một xã thuộc huyện Xuyên Mộc, tỉnh Bà Rịa – Vũng Tàu, Việt Nam.
Xã Bông Trang có diện tích 34,81 km², dân số năm 1999 là 3.549 người, mật độ dân số đạt 102 người/km².